# Municipio de New Milford
El municipio de New Milford (en inglés: New Milford Township) es un municipio ubicado en el condado de Susquehanna en el estado estadounidense de Pensilvania. En el año 2000 tenía una población de 1.859 habitantes y una densidad poblacional de 16 personas por km².

## Geografía
El municipio de New Milford se encuentra ubicado en las coordenadas 41°58′00″N 76°04′59″O / 41.96667, -76.08306.

## Demografía
Según la Oficina del Censo en 2000 los ingresos medios por hogar en la localidad eran de $32,778 y los ingresos medios por familia eran $38,125. Los hombres tenían unos ingresos medios de $28,750 frente a los $22,344 para las mujeres. La renta per cápita para la localidad era de $15,927. Alrededor del 11,3% de la población estaban por debajo del umbral de pobreza.